# インプレッション
インプレッション（英：impression）
- 英語で印象や影響、感銘など複数の意味を指す。Impress（インプレス）の名詞系。
- オンライン広告での指標効果。本項で解説する。

オンライン広告の文脈では、ウェブサイトに掲載される広告の効果を表す指標の一つである。 訪問者がサイトを表示させ、広告がソースから取り出され1回表示されると1インプレッションとなる。広告がクリックされたかどうかは考慮されない。 
クリック詐欺の可能性があるため、ロボットによるアクティビティは通常フィルタリングされて除外され、業界標準化団体であるIABが、次のようなより技術的な定義を行っている。「"インプレッション"は、訪問者のブラウザからのページリクエストに対する、ウェブサーバからのレスポンスの計測値とする。ロボットによるアクティビティとエラーが発生したトラフィックはフィルタリングされ、ユーザーがページを表示する機会にできるだけ近いポイントで記録する。

## 目的
インプレッションのカウントは、ほとんどのウェブ広告で報酬支払に使っている方法であり、費用はCPM（1000インプレッション単価）またはCPI（インプレッション単価）で見積もられる。これは、インプレッションに基づかないCPC（クリック単価）とは異なる方法である。

## 計算方法
現在行われている標準的なインプレッションのカウント方法から、視認可能インプレッションに基づく新しい標準に移行する動きが進行中である。Interactive Advertising Bureau（IAB）、Association of National Advertisers（ANA） 、American Association of Advertising Agencies（4A）は、3MS（Making Measurement Make Sense）と呼ばれるイニシアチブに参加し、ディスプレイメディアの価値をより良い方法で定義しようとしている。 
- サーブド・インプレッション（served impression）は現在の標準。こ広告サーバによって記録され、広告自体が完全に読み込まれ、エンドユーザーが表示できるスペースにあるかどうかがカウントされる[6]。
- 視認可能インプレッション（viewable impression）は、ユーザーに少なくとも1秒間50%以上表示されるインプレッションとして定義される[8]。